# 台中武德殿
24°08′11″N 120°40′27″E / 24.136510°N 120.674073°E

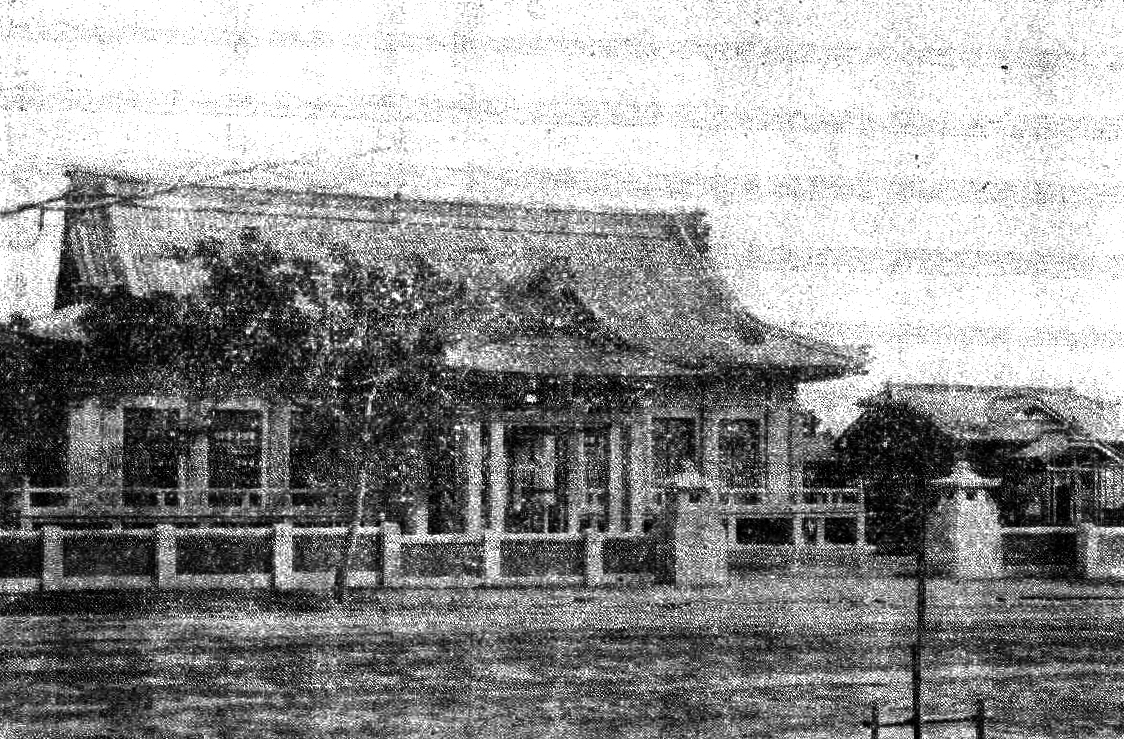
第二代臺中武德殿

台中武德殿，位在台灣台中市，是日治時期興建的武德殿之一，屬於州廳級武德會支部。第一代位在台中公園西南方，遺構現存彰化花壇的台灣民俗村，解體保存中；第二代位在台中市村上國民學校（現忠孝國小）南方，現已不存。

## 歷史

### 第一代 (1913-1930)
第一代臺中武德殿是大日本武德會台灣地方本部臺中支部演武場，其由西勝袈裟設計，位在台中市大正町六丁目，即台中公園西南方，於大正1年8月10日動工，2年（1913年）3月底竣工，建築形式為木造平家內地瓦葺御殿式，建材使用了東勢角和八仙山的檜木，總工費為11,967圓，由川崎勘次興建。其占地兩千多坪，包含演武所、宿舍、附屬浴室和廁所。昭和5年（1930年）臺中支部演武場因台中市市區計畫變更將遭拆除，經曹洞宗岡部快道禪師爭取，昭和6年（1931年）將其解體運至彰化員林，經由鈴木金吉設計重構，改為「金鳳山員林寺」，作為寺廟之本堂（大雄寶殿）。1995年員林寺改建，解體後之大雄寶殿移至彰化花壇的台灣民俗村保存，迄今未重組。第一代武德殿拆除後，原址興建臺中市尹官舍。

### 第二代 (1930-1997)
第二代台中武德殿，位在台中市村上町（幸町遊園地內），台中市村上國民學校（現忠孝國小）南方，昭和6年（1931年）竣工，建材為鋼筋混凝土。其在二戰後作為憲兵隊，並在1997年被拆除改建為現今的「中山地政大樓」。